# Saint-Étienne-de-Brillouet
Saint-Étienne-de-Brillouet és un municipi francès situat al departament de Vendée i a la regió de País del Loira. L'any 2007 tenia 449 habitants.

## Demografia

### Població
El 2007 la població de fet de Saint-Étienne-de-Brillouet era de 449 persones. Hi havia 186 famílies de les quals 56 eren unipersonals (36 homes vivint sols i 20 dones vivint soles), 57 parelles sense fills, 57 parelles amb fills i 16 famílies monoparentals amb fills.
La població ha evolucionat segons el següent gràfic:
Habitants censats

### Habitatges
El 2007 hi havia 225 habitatges, 191 eren l'habitatge principal de la família, 28 eren segones residències i 6 estaven desocupats. Tots els 225 habitatges eren cases. Dels 191 habitatges principals, 152 estaven ocupats pels seus propietaris, 36 estaven llogats i ocupats pels llogaters i 3 estaven cedits a títol gratuït; 4 tenien una cambra, 12 en tenien dues, 37 en tenien tres, 46 en tenien quatre i 92 en tenien cinc o més. 164 habitatges disposaven pel capbaix d'una plaça de pàrquing. A 101 habitatges hi havia un automòbil i a 77 n'hi havia dos o més.

### Piràmide de població
La piràmide de població per edats i sexe el 2009 era:
| Homes | Edats   | Dones |
| ----- | ------- | ----- |
| 0     | 95 o +  | 0     |
| 0     | 90 a 94 | 0     |
| 4     | 85 a 89 | 8     |
| 0     | 80 a 84 | 4     |
| 12    | 75 a 79 | 28    |
| 16    | 70 a 74 | 8     |
| 24    | 65 a 69 | 12    |
| 0     | 60 a 64 | 12    |
| 0     | 55 a 59 | 0     |
| 16    | 50 a 54 | 8     |
| 20    | 45 a 49 | 12    |
| 12    | 40 a 44 | 16    |
| 4     | 35 a 39 | 4     |
| 12    | 30 a 34 | 20    |
| 12    | 25 a 29 | 12    |
| 12    | 20 a 24 | 4     |
| 12    | 15 a 19 | 12    |
| 12    | 10 a 14 | 0     |
| 8     | 5 a 9   | 8     |
| 20    | 0 a 4   | 8     |

## Economia
El 2007 la població en edat de treballar era de 272 persones, 204 eren actives i 68 eren inactives. De les 204 persones actives 183 estaven ocupades (110 homes i 73 dones) i 21 estaven aturades (6 homes i 15 dones). De les 68 persones inactives 27 estaven jubilades, 14 estaven estudiant i 27 estaven classificades com a «altres inactius».

### Ingressos
El 2009 a Saint-Étienne-de-Brillouet hi havia 200 unitats fiscals que integraven 490 persones, la mediana anual d'ingressos fiscals per persona era de 14.549 €.

### Activitats econòmiques
Dels 10 establiments que hi havia el 2007, 1 era d'una empresa de fabricació d'altres productes industrials, 2 d'empreses de construcció, 3 d'empreses de comerç i reparació d'automòbils, 1 d'una empresa d'hostatgeria i restauració, 2 d'empreses de serveis i 1 d'una empresa classificada com a «altres activitats de serveis».
Dels 2 establiments de servei als particulars que hi havia el 2009, 1 era un guixaire pintor i 1 fusteria.
L'únic establiment comercial que hi havia el 2009 era una botiga de roba.
L'any 2000 a Saint-Étienne-de-Brillouet hi havia 24 explotacions agrícoles que ocupaven un total de 1.692 hectàrees.

## Poblacions més properes
El següent diagrama mostra les poblacions més properes.